# Питаевский, Лев Петрович
Лев Петро́вич Пита́евский (18 января 1933, Саратов, РСФСР, СССР — 23 августа 2022, Роверето, Трентино-Альто-Адидже) — советский, российский и итальянский физик-теоретик. Академик РАН (1991), академик АН СССР с 1990 года, член-корреспондент АН СССР c 1976 года, доктор физико-математических наук, профессор.
Основные труды Питаевского посвящены физике низких температур, физике плазмы, квантовой механике, макроскопической электродинамике, теории металлов и другим направлениям. Построил новую теорию сверхтекучести вблизи точки фазового перехода вещества. Показал необходимость перехода жидкого гелия-3 в сверхтекучее состояние при достаточно низких температурах.

## Биография
Родился в семье преподавателя, позже декана промышленного факультета Саратовского планового института и проректора по научной и учебной работе Саратовского экономического института Петра Ивановича Питаевского (1898—1971). Окончил Саратовский университет в 1955 году. Ещё во время обучения в университете сдал теоретический минимум Л. Д. Ландау, который пригласил Питаевского после окончания курса в аспирантуру Института физических проблем. После окончания аспирантуры с 1958 года Лев Петрович продолжил работу в институте и прошёл путь от младшего до главного научного сотрудника, а в 1988—1992 годах был заведующим теоретическим отделом.
С 1962 года преподавал в Московском физико-техническом институте, а с 1971 года — профессор МФТИ.
В 1976 году Питаевский был избран членом-корреспондентом АН СССР, а в 1990 году — действительным членом АН СССР.
Зам. главного редактора журнала «Успехи физических наук».
С 1998 года — профессор Трентского университета. С 1998 года он являлся почётным членом Венгерской академии наук.
Был женат, имел сына.

## Научные достижения
В 1958 году совместно с Виталием Гинзбургом предложил полуфеноменологическое обоснование сверхтекучести вблизи фазового перехода. В 1959 году предсказал необходимость перехода гелия-3 в сверхтекучее состояние.

## Награды и премии
- 1980 — Премия имени Л. Д. Ландау — за выдающиеся исследования по физике плазмы.
- 1997 — Eugene Feenberg Memorial Medal
- 2008 — Золотая медаль имени Л. Д. Ландау — за выдающийся вклад в современную теоретическую физику, включая теорию Бозе-конденсации, уравнение Гросса — Питаевского и за большой вклад в написание новых и обновление ранее выходивших частей всемирно известного курса теоретической физики Ландау — Лифшица.
- 2018 — Премия имени И. Я. Померанчука
- 2018 — Премия Энрико Ферми Итальянского физического общества[англ.]
- 2021 — Премия Онсагера

### Книги и монографии
- Ландау Л. Д., Лифшиц Е. М. Теоретическая физика.
  - Том IV. Квантовая электродинамика
    - Берестецкий В. Б., Лифшиц Е. М., Питаевский Л. П. Теоретическая физика. — М.: Наука, 1968. — Т. IV. Релятивистская квантовая теория. Часть 1. — 480 с.
    - Лифшиц Е. М., Питаевский Л. П. Теоретическая физика. — М.: Наука, 1971. — Т. IV. Релятивистская квантовая теория. Часть 2. — 287 с.
    - Берестецкий В. Б., Лифшиц Е. М., Питаевский Л. П. Теоретическая физика. — Издание 2-е. — М.: Наука, 1974. — Т. IV. Квантовая электродинамика. — 704 с.
    - Берестецкий В. Б., Лифшиц Е. М., Питаевский Л. П. Теоретическая физика. — Издание 3-е, исправленное. — М.: Наука, 1989. — Т. IV. Квантовая электродинамика. — 720 с. — ISBN 5-02-014422-3.
    - Берестецкий В. Б., Лифшиц Е. М., Питаевский Л. П. Теоретическая физика. — Издание 4-е, исправленное. — М.: Физматлит, 2002. — Т. IV. Квантовая электродинамика. — 720 с. — ISBN 5-9221-0058-0.

  - Том IX. Теория конденсированного состояния
    - Лифшиц Е. М., Питаевский Л. П. Статистическая физика. Часть 2. Теория конденсированного состояния. — М.: Наука, 1951. — 480 с. — («Теоретическая физика», том IX).
    - Лифшиц Е. М., Питаевский Л. П. Статистическая физика. Часть 2. Теория конденсированного состояния. — М.: Наука, 1978. — 448 с. — («Теоретическая физика», том IX). — 40 000 экз.
    - Лифшиц Е. М., Питаевский Л. П. Статистическая физика. Часть 2. Теория конденсированного состояния. — М.: Физматлит, 2004. — 496 с. — («Теоретическая физика», том IX).

  - Том X. Физическая кинетика
    - Лифшиц Е. М., Питаевский Л. П. Физическая кинетика. — М.: Наука, 1979. — 528 с. — («Теоретическая физика», том X). — 50 000 экз.
    - Лифшиц Е. М., Питаевский Л. П. Физическая кинетика. — изд. 2. — М.: Физматлит, 2001. — 536 с. — («Теоретическая физика», том X). — 2000 экз. — ISBN 5-9221-0125-0.
    - Лифшиц Е. М., Питаевский Л. П. Физическая кинетика. — изд. 2. — М.: Физматлит, 2002. — 536 с. — («Теоретическая физика», том X). — 3000 экз. — ISBN 5-9221-0125-0.
    - Лифшиц Е. М., Питаевский Л. П. Физическая кинетика. — изд. 2. — М.: Физматлит, 2003. — 536 с. — («Теоретическая физика», том X). — 2000 экз. — ISBN 5-9221-0125-0.
    - Лифшиц Е. М., Питаевский Л. П. Физическая кинетика. — изд. 2. — М.: Физматлит, 2007. — 536 с. — («Теоретическая физика», том X). — 3000 экз. — ISBN 978-5-9221-0125-7.
- Захаров В. Е., Манаков С. В., Новиков С. П., Питаевский Л. П. Теория солитонов: метод обратной задачи. — М.: Наука, 1980. — 320 с.
- Pitaevskii L. P., Stringari S. Bose-Einstein Condensation. — Oxford University Press, 2003. — International Series of Monographs on Physics

### Научные статьи
- Статьи Льва Петровича Питаевского (и о нём) в журнале «Успехи физических наук»